# 烏龜游泳意外迅速
《烏龜游泳意外迅速》（日语：亀は意外と速く泳ぐ）為2005年在日本上映的電影，導演是執導過日劇時效警察的三木聰，由上野樹里主演。全片有著一貫三木聰獨特的惡搞式幽默。本片2007年曾在高雄電影節放映過，並得到不錯的反應而再加映一場，全片於2008年11月7日在台灣正式上映。

## 劇情簡介
主角片倉麻雀（上野樹里飾）是個再也平凡不過的家庭主婦，平日跟海外工作的丈夫的會話也只關於家中飼養的烏龜，跟個性大相逕庭的好友扇谷孔雀（蒼井優飾）的普通約會居然也能等上兩小時。麻雀日復一日過著平凡無奇的生活，直到某日意外發現商店街台階的扶手下一個招募間諜的小廣告，她的平淡生活開始有了變化‧‧‧

## 主要演員
- 上野樹里 - 片倉 麻雀
- 蒼井優 - 扇谷 孔雀
- 岩松了 - クギタニシズオ
- ふせえり - クギタニエツコ
- 要潤 - 加東學長
- 松重豊 - 拉麵店的老闆
- 村松利史 - 豆腐店的老闆
- 森下能幸 - 最中屋的爸爸
- 緋田康人 - 水道屋
- 温水洋一 - 髮型屋的叔叔
- 松岡俊介 - 韮山
- 水橋研二 - 白バイ警官
- 岡本信人 - 麻雀的父親
- 嶋田久作 - 福島
- 伊武雅刀 - 中西

## 製作人員
- 監督：三木聡
- 脚本：三木聡
- 製作：橋本直樹
- 製片人：佐佐木亞希子
- 音樂：坂口修
- 主題歌：南風 (レミオロメン)
- OP漫畫：小田扉

## 外部連結
- 電影日本官方網站 （页面存档备份，存于）
- 2007高雄電影節 （页面存档备份，存于）